# Hotel Polski

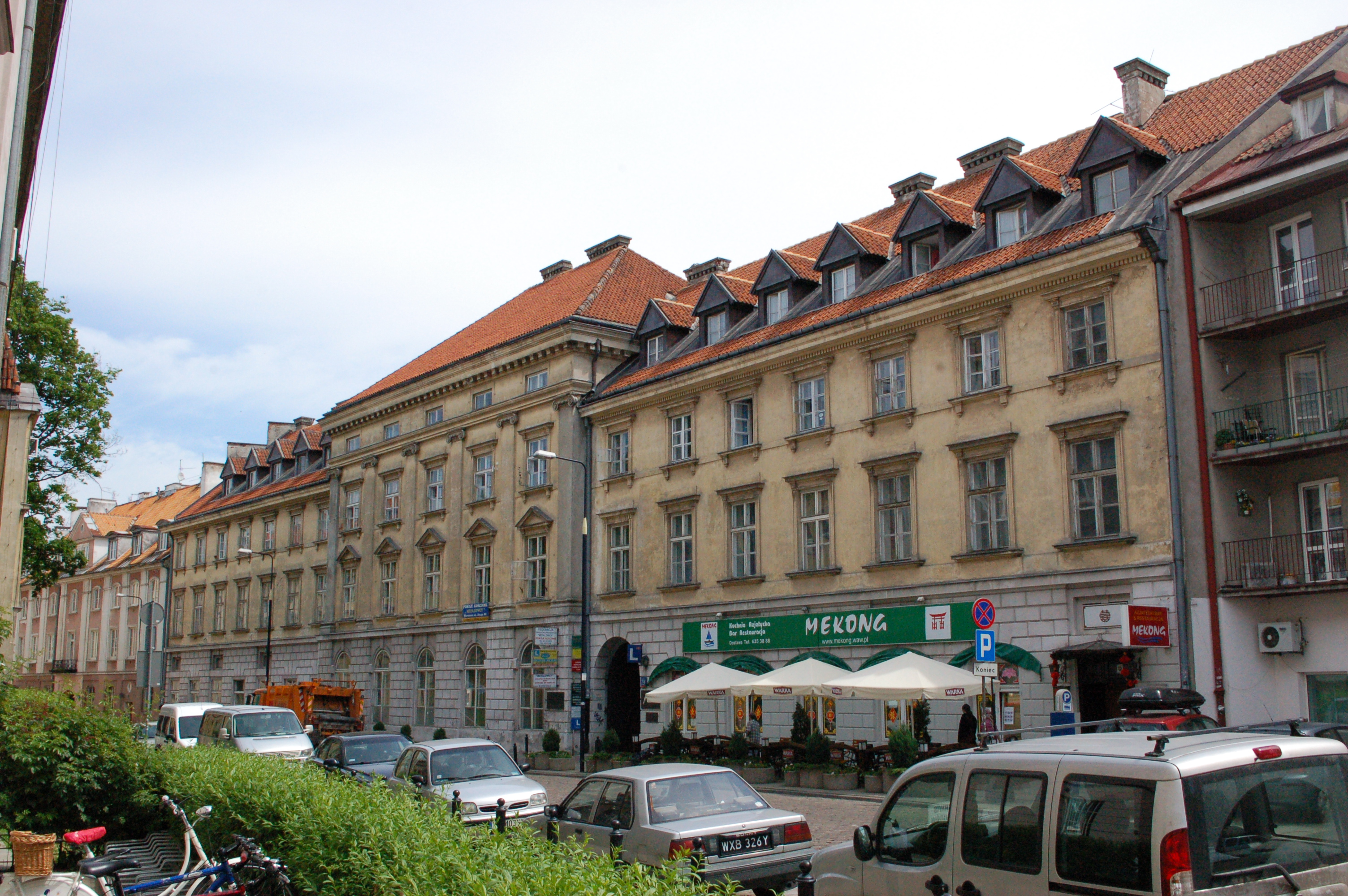
Fachada do antigo Hotel Polski, em Varsóvia

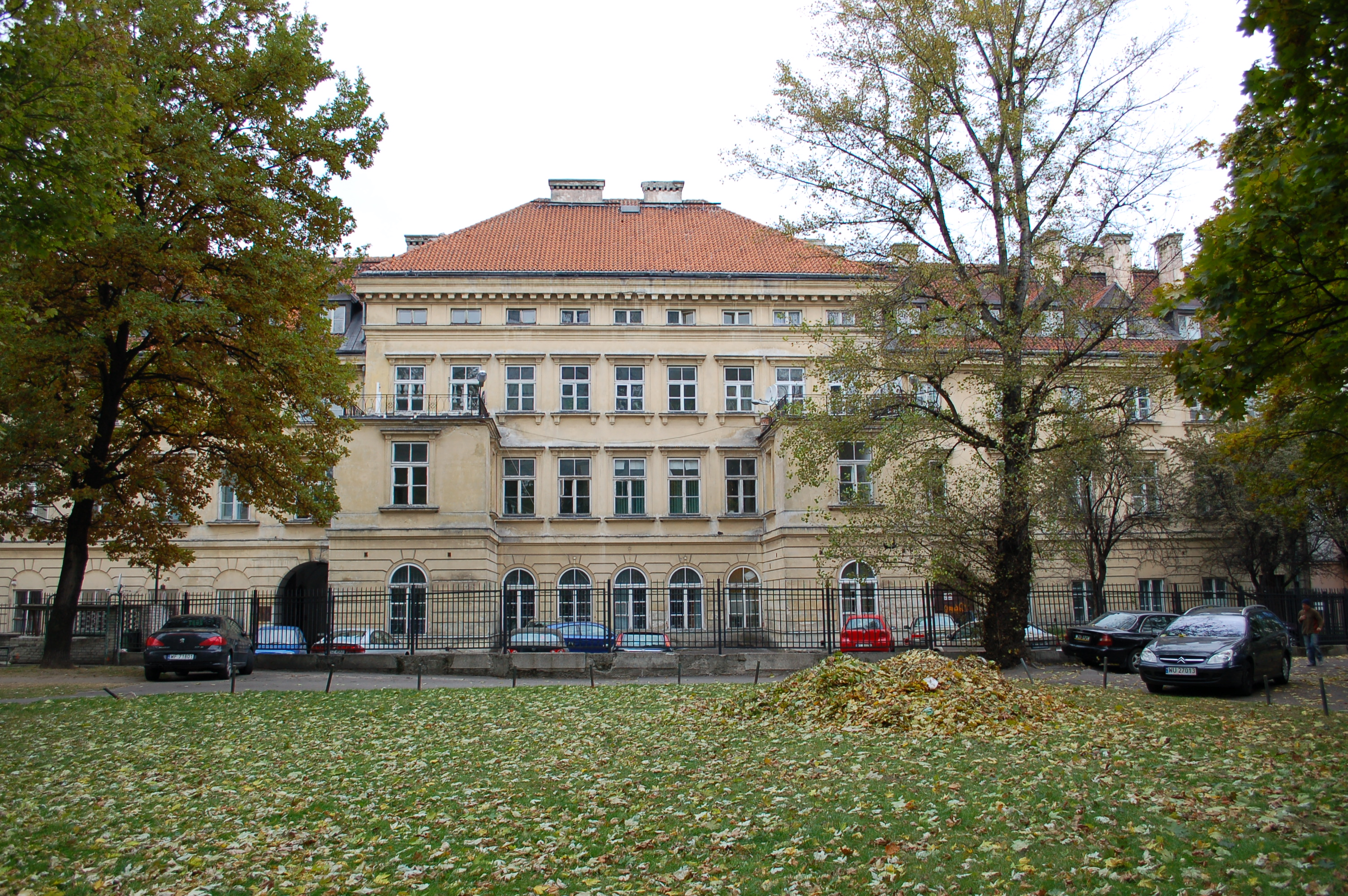
Fachada posterior do antigo Hotel Polski, em Varsóvia.

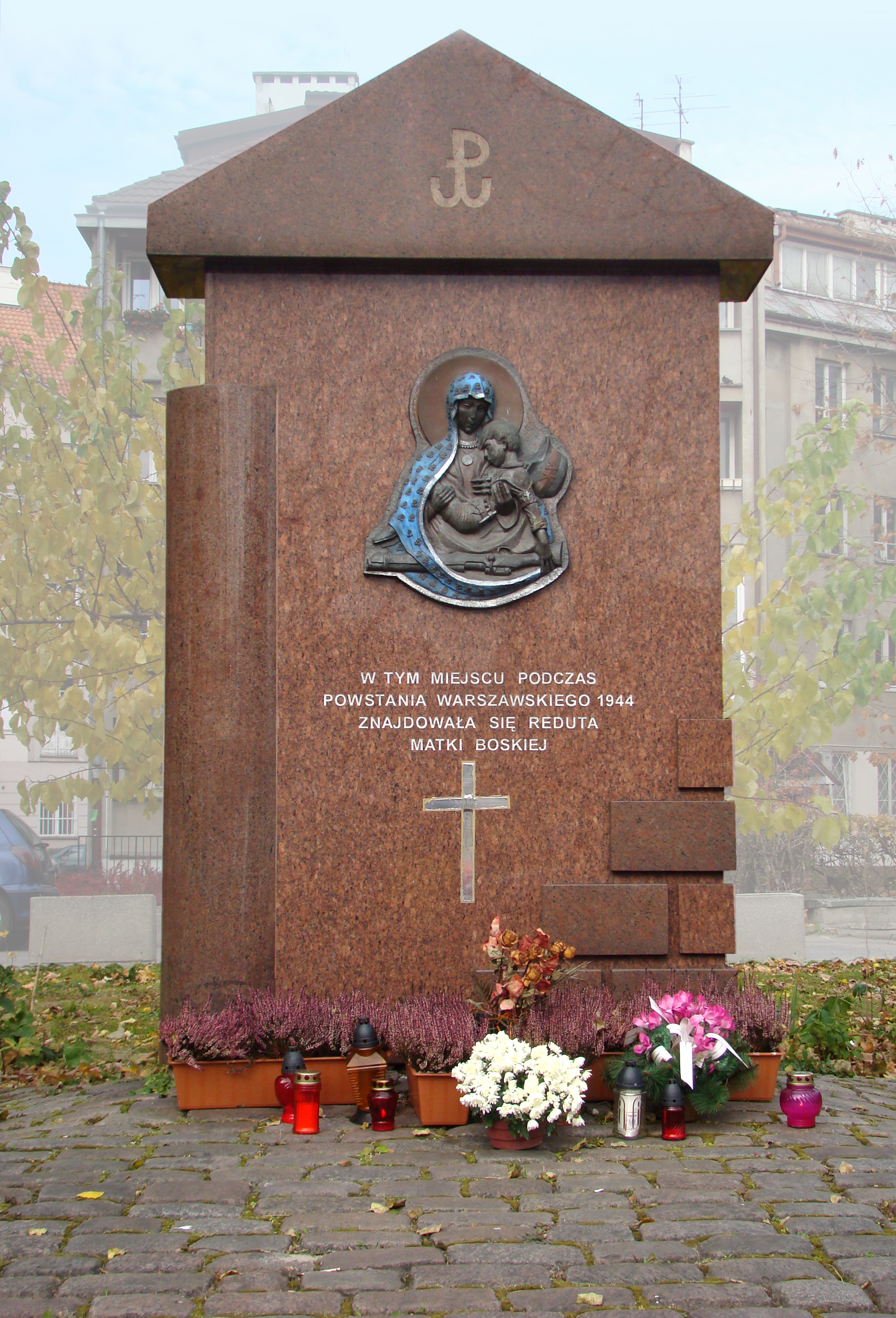
Monumento em lembrança dos combates no Hotel Polski, durante a Revolta de Varsóvia.

O Hotel Polski, inaugurado em 1808, foi um hotel no distrito de Śródmieście, em Varsóvia, Polônia, situado na rua Długa, número 29.
Em 1943, na operação de limpeza após o fechamento do Gueto de Varsóvia, o hotel foi usado pelos alemães como isca para judeus escondidos em Varsóvia. Lá, os agentes alemães, e colaboradores judeus, fingiam que os judeus podiam adquirir clandestinamente passaportes estrangeiros e outros documentos para, então, como cidadãos estrangeiros, deixar os territórios ocupados pela Alemanha nazista.
Aproximadamente 2.500 judeus caíram nesse ardil, sendo a maioria presa, transferida para campos de concentração nazistas e perecendo no Holocausto.
Em 1944, durante a Revolta de Varsóvia, o prédio abrigou uma fortaleza insurgente polonesa, chamada "Santa Mãe Redout", em homenagem a uma pintura localizada lá. A construção foi amplamente danificada durante os combates, e reaproveitada após a guerra.
Em 1965, o edifício foi declarado patrimônio cultural, e inscrito no registro de objetos do patrimônio polonês. Uma placa em lembrança dos acontecimentos foi inaugurada no prédio, em 2013.

## Caso do Hotel Polski

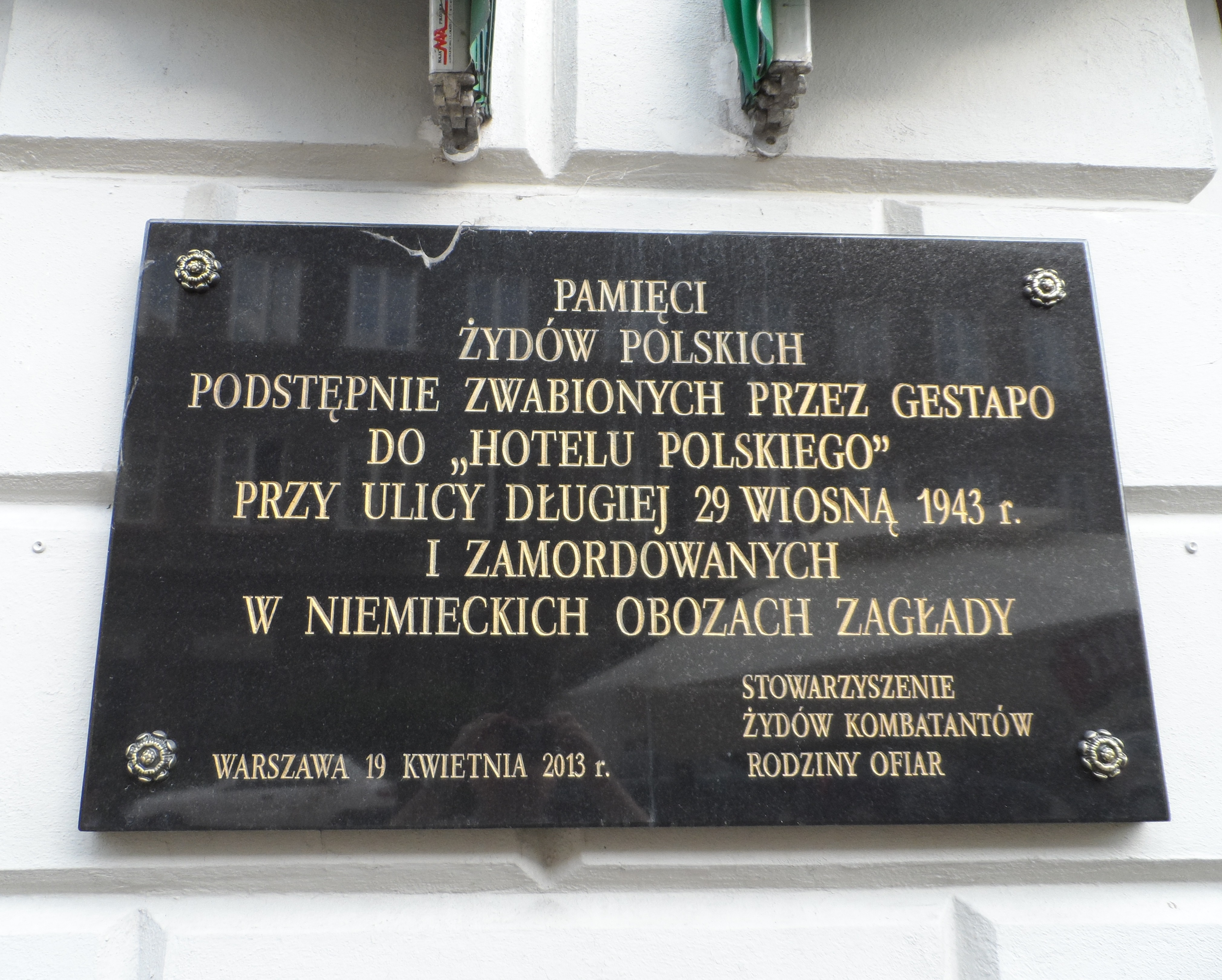
Placa em lembrança dos judeus poloneses atraídos e presos no Hotel Polski pela Gestapo, durante a primavera de 1943, e posteriormente assassinados no Holocausto.

No final de 1941, duas organizações judaicas da Suíça e diplomatas poloneses, trabalhando com cônsules honorários de alguns países sul-americanos, começaram a enviar documentos para o Gueto de Varsóvia, na esperança de permitir que os judeus dos guetos emigrassem (visto que os alemães eram mais tolerantes com indivíduos que podiam provar que eram cidadãos de países neutros). No entanto, em muitos casos, os titulares dessas declarações e passaportes já estavam mortos quando esses documentos chegavam à Polônia ocupada. Um grande volume destes documentos foram interceptados pela Gestapo, ou acabaram nas mãos de colaboradores judeus da Gestapo da rede Żagiew, operada pela Gestapo (mais especificadamente, Leon Skosowski e Adam Żurawin).
O Gueto de Varsóvia foi fechado em maio de 1943, mas milhares de judeus sobreviveram em Varsóvia, escondidos fora do gueto. Os alemães, e seus colaboradores judeus, desenvolveram um plano para atraí-los. O envolvimento de Skosowski no plano foi significativo, e ele foi citado como co-organizador do ardil no Hotel Polski. Outra colaboradora judia da Gestapo envolvida no caso do Hotel Polski foi a cantora Wiera Gran.
Colaboradores espalharam o boato de que judeus portadores de passaportes estrangeiros de países neutros foram autorizados a deixar o Governo Geral, e que documentos de países como Paraguai, Honduras, El Salvador, Peru e Chile, em nomes de judeus que já estavam mortos, eram vendidos (a preços altos, estimados, em alguns casos, em mais de um milhão de dólares), no Hotel Royal, na rua Chmielna, 31, e posteriormente no Hotel Polski. Desconhecidos para os compradores, muitos desses documentos foram preparados ou falsificados de forma grosseira.
O Hotel Polski se tornou um ponto de refúgio para os judeus que buscavam deixar a Europa ocupada pelos nazistas, já que os rumores também diziam que o hotel era um lugar seguro. Cerca de 2.500 judeus (algumas estimativas falam em 3.500), abandonaram seus esconderijos e se mudaram para o Hotel Polski. A resistência polonesa alertou os judeus de que o hotel era, provavelmente, uma armadilha, mas muitos ignoraram os avisos.
A partir de 21 de maio de 1943, os judeus do Hotel Polski foram transferidos em pequenos grupos pelas autoridades alemãs nazistas para Vittel, uma cidade na França ocupada pelos alemães, que deveria ser seu ponto de trânsito, mas os transportes posteriores os levaram ao Campo de Concentração de Bergen-Belsen, na Alemanha. Em 15 de julho de 1943, os 420 judeus que permaneceram no Hotel, sem passaportes estrangeiros, foram executados pelos alemães na prisão de Pawiak.
Em setembro de 1943, os alemães revelaram que a maioria dos documentos dos indivíduos nos campos de trânsito eram falsificados, e os governos sul-americanos se recusaram a reconhecer a maioria dos passaportes. Desta forma, em vez de serem transferidos para a América do Sul, os judeus foram enviados para o Campo de Concentração de Auschwitz, entre maio e outubro de 1943.
Algumas centenas de judeus que possuíam documentos palestinos sobreviveram, tendo sido trocados por alemães presos na Palestina. De acordo com o Instituto Histórico Judaico, o número de sobreviventes foi de 260 pessoas; Haska estima o número de sobreviventes em cerca de 300, observando que, devido à documentação incompleta, não é possível estimar com precisão o número de vítimas ou sobreviventes. Os sobreviventes palestinos foram ajudados por Daniel Guzik, anteriormente associado ao American Jewish Joint Distribution Committee.
As vítimas do Hotel Polski incluem o poeta Itzhak Katzenelson, o romancista iídiche Yehoshua Perle, o líder da resistência judaica Menachem Kirszenbaum, e, provavelmente, a dançarina polonesa Franceska Mann.

## Leitura Adicional
- Agnieszka Haska (2008). «Studies: Adam Żurawin, a Hero of a Thousand Faces». Holocaust Studies and Materials (1): 123–146.
- Shulman, Abraham (1982). The Case of Hotel Polski. An Account of One of the Most Enigmatic Episodes of World War II. New York: Schocken. ISBN 978-0896040342.
- Agnieszka Haska, Jestem Żydem, chcę wejść. Hotel Polski w Warszawie, 1943, Instytut Filozofii i Socjologii PAN, 2006, ISBN 83-7388-096-8. (em polonês/polaco).
- Światło na aferę "Hotel Polski". In: Tadeusz Kur: Sprawiedliwość pobłażliwa. Proces kata Warszawy Ludwiga Hahna w Hamburgu. Warszawa: wydawnictwo MON, 1975, p. 399-430. OCLC 6648513. (em polonês/polaco).